# Maryna z Ōmury
Maryna z Ōmury (zm. 11 listopada 1634 w Nagasaki w Japonii) – święta Kościoła katolickiego, japońska tercjarka dominikańska, męczennica.

## Życiorys
Niewiele wiadomo o miejscu i dacie jej urodzenia, w jaki sposób została chrześcijanką oraz o jej rodzinie. W czasach, w których żyła, w Japonii chrześcijanie byli prześladowani. Jej dom był schronieniem zarówno dla misjonarzy, jak i prześladowanych współwyznawców. Idąc za radą misjonarza dominikanina Ludwika Bertranda Exarch, została tercjarką dominkańską w 1625 lub 1626 r.
W 1634 r., gdy władze dowiedziały się o jej wkładzie w szerzenie religii katolickiej, wydano rozkaz jej aresztowania. Przed trybunałem w Ōmurze przyznała się do bycia chrześcijanką oraz do udzielania pomocy misjonarzom i współwyznawcom. Została za to spalona na stosie w Nagasaki 11 listopada 1634 r., a szczątki wrzucono do morza.
Została beatyfikowana przez Jana Pawła II 18 lutego 1981 r. w Manili na Filipinach w grupie Dominika Ibáñez de Erquicia i towarzyszy. Tę samą grupę męczenników kanonizował Jan Paweł II 18 października 1987 r.